# Bactéries solubilisatrices de phosphate
 (février 2021).

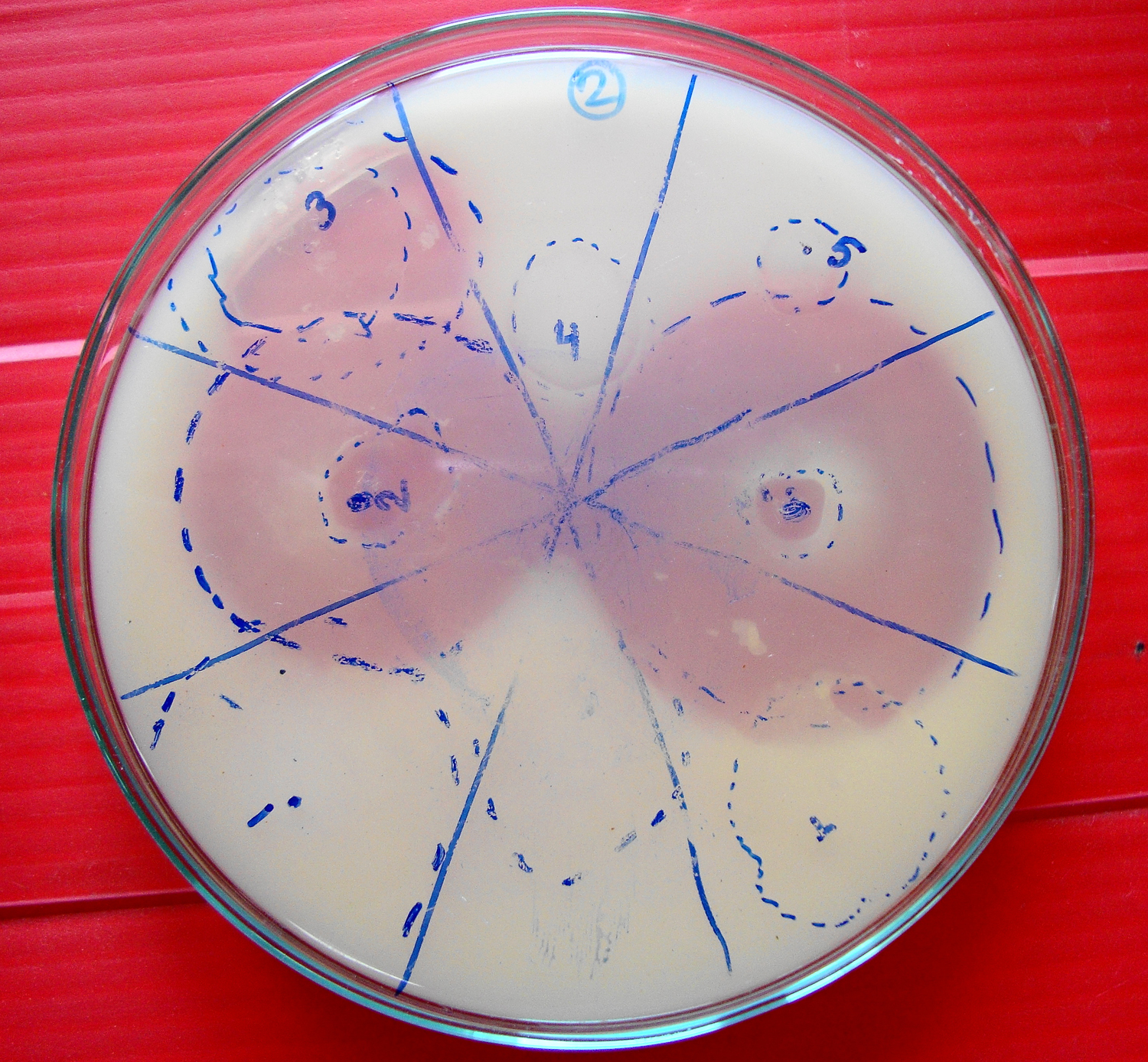
Bactéries solubilisantes au phosphate cultivées en boîte de Pétri. La zone de dégagement n est clairement visible.

Les bactéries solubilisatrices du phosphate (BSP) sont des bactéries bénéfiques capables d'assimiler le phosphore inorganique à partir de composés insolubles. La capacité de P-solubilisation des micro organismes de la rhizosphère est considérée comme l'un des traits les plus importants associés à la nutrition des phosphates végétaux. Il est généralement admis que le mécanisme de solubilisation du phosphate minéral par les souches de BSP est associé à la libération d' acides organiques aux poids moléculaires légers, à travers lesquels leurs groupes hydroxyle et carboxyle chélatent les cations liés au phosphate, le convertissant ainsi en formes solubles.
Les BSP ont été introduits dans la communauté agricole en tant que biofertilisants phosphatés. Le phosphore (P) est l'un des principaux macro nutriments essentiels pour les plantes, il est appliqué sur le sol sous forme d'engrais phosphatés. Cependant, une grande partie du phosphate inorganique soluble qui est appliqué au sol comme engrais chimique est immobilisée rapidement et devient indisponible pour les plantes. À l'heure actuelle, l'objectif principal de la gestion du phosphore dans les sols est d'optimiser la production des cultures et de minimiser la perte de phosphate dans les sols. Les BSP ont attiré l'attention des agriculteurs comme inoculums du sol pour améliorer la croissance et le rendement des plantes. Lorsque les BSP sont utilisées avec du phosphate naturel, on peut réduire de 50% les besoins des cultures en engrais phosphatés[réf. nécessaire]. L'utilisation de BSP comme inoculants augmente l'absorption du phosphate par les plantes. Une simple inoculation des graines avec du BSP donne des résultats de rendement équivalentes à 30 kg de P2O5 / ha ou 50 pour-cent des besoins en engrais phosphatés. Alternativement, les BSP peuvent être appliquées par fertigation ou dans des opérations hydroponiques.
De nombreuses souches différentes de ces bactéries ont été identifiées comme BSP, y compris les souches Pantoea agglomerans (P5), Microbacterium laevaniformans (P7) et Pseudomonas putida (P13), ces derniers sont des solubilisants de phosphate insolubles très efficaces. Récemment, des chercheurs de l'Université de l'Etat du Colorado ont démontré qu'un consortium de quatre bactéries solubilisent le phosphore en synergie à un rythme beaucoup plus rapide que n'importe quelle souche seule. Mahamuni et Patil (2012) ont isolé quatre souches de bactéries solubilisant le phosphate de la canne à sucre (VIMP01 et VIMP02) et de la rhizosphère de la betterave à sucre (VIMP03 et VIMP 04). Les isolats étaient des souches de Burkholderia nommées VIMP01, VIMP02, VIMP03 et VIMP04. Les cultures de VIMP (Vasantdada Sugar Institute Isolate by Mahamuni et Patil) ont été identifiées comme étant la souche VIMP01 de Burkholderia cenocepacia (JQ867371), la souche Burkholderia gladioli VIMP02 (JQ811557), la souche Burkholderia gladioli VIMP03 (JQ867372) et la souche d' espèce Burkholderia VIMP03 (JQ867372) et la souche d' espèce Burkholderia JQ8P04.
De plus, les composés de phosphate (P) sont capables d'immobiliser les métaux lourds, en particulier le plomb, dans des environnements contaminés grâce à la précipitation des métaux par le phosphate. Cependant, la plupart des composés P sont difficilement solubles dans les sols et ne sont donc pas la solution de premier recours pour l'immobilisation des métaux. Les bactéries solubilisatrices de phosphates (BSP) ont le potentiel d'améliorer l'immobilisation des métaux induite par le phosphate pour assainir les sols contaminés. Cependant, il existe une limite à la quantité de phosphate qui peut être ajoutée à l'environnement en raison du problème de l'eutrophisation.
Le phosphate est souvent adsorbé à la surface de différents types de minéraux, par exemple des minéraux contenant du fer. Des données récentes suggèrent que les bactéries qui poussent sans apport en phosphore libèrent des molécules chélatrices du fer. Compte tenu de l'interaction géochimique entre ces deux éléments, les auteurs suggèrent que certaines bactéries peuvent dissoudre les minéraux contenant du fer afin d'accéder au phosphate adsorbé.